# مصفوفة إبر شبكية

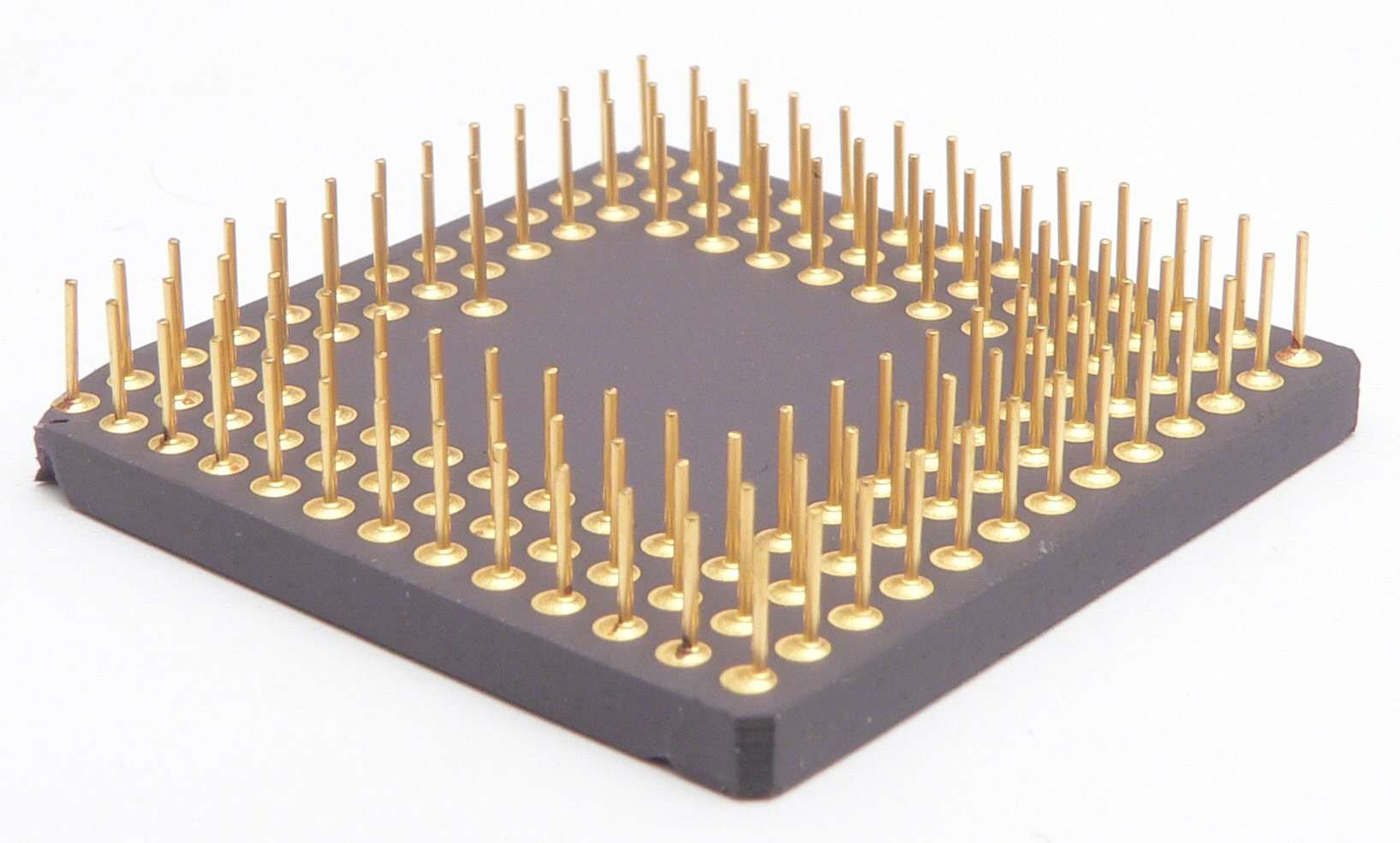
شبكة إبر مصفوفة في أسفل إكس سي 68020، نموذج المعالج الدقيق لموتورولا 68020

شبكة إبر مصفوفة أو صفيفة مغارز شبكية (بالإنجليزية: Pin grid array) اختصاراً PGA، و هي تشير إلى طريقة تواصل بين وحدة المعالجة المركزية ولوحة الأم. حيث أن وحدات المعالجة تحتوي في أسفلها على مجموعة من الإبر مصفوفة بشكل مربع، وفي أغلب الأحيان لا تكون مغطية لكافة الجزء السفلي من وحدة المعالجة المركزية. و تضع الإبر على مسافة 2.54 ملي متر من بعضها. و غالبا ما تستخدم في لوحات إلكترونية مطبوعة إمّا عن طريق ثقوب أو عن طريق مقابس. و تستخدم عادة عندما تحتاج وحدة المعالجة إلى وصلات عديدة أكثر من الوصلات التي تؤمنها دي آي بي.

## أنواع شبكة إبر مصفوفة
هناك العديد من أنواع شبكة إبر مصفوفة أهمها:
- شبكة إبر مصفوفة بالبلستك (Plastic Pin Grid Array)
- شبكة إبر مصفوفة متداخلة (Staggered Pin Grid Array)
- شبكة إبر مصفوفة بالخزف (Ceramic Pin Grid Array)
- شبكة إبر مصفوفة بالبلستك العضوي (Organic Pin Grid Array)
- شبكة إبر مصفوفة برقاقة مقلوبة (Flip-chip pin grid array)

## إقراء أيضا
- مقبس وحدة المعالجة المركزية